# Moropsyche primigena
Moropsyche primigena is een schietmot uit de familie Apataniidae. De soort komt voor in het Oriëntaals gebied.